# Philip K. Dick Award
Der Philip K. Dick Award ist ein US-amerikanischer Literaturpreis für zeitgenössische Science-Fiction-Literatur. Er zählt nach dem Hugo Award und dem Nebula Award zu den wichtigsten Science-Fiction-Preisen.

## Der Preis
Der Preis wurde von Thomas M. Disch auf der Northwest Regional Science Fiction & Fantasy Convention (Norwescon) von 1982 in Erinnerung an Philip K. Dick ins Leben gerufen, der im selben Jahr verstorben war. Er wird mit Unterstützung des „Philip K. Dick Trust for distinguished science fiction published in paperback original form in the United States“ verliehen und von der Philadelphia Science Fiction Society (PSFS) finanziert. Verwaltet wurde er in den ersten Jahren von Thomas M. Disch und danach von Algis Budrys. Ihm folgte David G. Hartwell, der sich die Aufgabe mit Gordon Van Gelder teilt.
Fünf Preisrichter beschließen eine Auswahlliste, die jeweils im Januar veröffentlicht wird. Daraus wählen sie später den Preisträger, der Ende März beziehungsweise Anfang April auf der Norwescon bekannt gegeben wird. Im Anschluss daran bestimmen sie ihre Nachfolger. Zugelassen sind nur Schriftsteller und Wissenschaftler.
Seit 1983 wird der Preis jährlich bei der Norwescon verliehen. Ausgezeichnet wird die beste Science-Fiction-Veröffentlichung des Vorjahres, deren Erstveröffentlichung in den USA als Taschenbuch erfolgte. Zeitgleiche Veröffentlichungen als gebundene Ausgabe werden bei der Auswahl nicht zugelassen. In der Folge kommt es bei den Preisträgern selten zu Übereinstimmungen mit anderen Science-Fiction-Preisen.
Ein Grund für die Beschränkung auf Taschenbücher ist, dass die Werke des Namensgebers dieses Preises, Philip K. Dick, überwiegend zuerst als Taschenbücher veröffentlicht worden sind. Des Weiteren soll die Verbreitung von Taschenbüchern gefördert werden.
Außer dem Preisträger wird von den Preisrichtern aus der Liste der Nominierten ein Werk ausgewählt, das eine besondere Erwähnung erhält. Für die Jahre 1988, 1993 und 2008 gab es jeweils zwei Preisträger und keine besondere Erwähnung.
Es folgen die mit dem Philip K. Dick Award und die mit einer besonderen Erwähnung ausgezeichneten Werke und Autoren sowie die weiteren Nominierten. Die Jahresangaben beziehen sich auf das Erscheinungsjahr und nicht auf das Jahr der Preisverleihung.

## Preisträger

### 1982–1990
| Jahr | Autor / Autorin     | englischer Titel           | deutscher Titel               |
| ---- | ------------------- | -------------------------- | ----------------------------- |
| 1982 | Rudy Rucker         | Software                   | Software                      |
| 1983 | Tim Powers          | The Anubis Gates           | Die Tore zu Anubis Reich      |
| 1984 | William Gibson      | Neuromancer                | Neuromancer                   |
| 1985 | Tim Powers          | Dinner at Deviant’s Palace | Zu Tisch in Deviants Palast   |
| 1986 | James P. Blaylock   | Homunculus                 | Homunculus                    |
| 1987 | Patricia Geary      | Strange Toys               | –                             |
| 1988 | Paul J. McAuley (*) | 400 Billion Stars          | Vierhundert Milliarden Sterne |
| 1988 | Rudy Rucker (*)     | Wetware                    | Wetware                       |
| 1989 | Richard Paul Russo  | Subterranean Gallery       | Die unterirdische Galerie     |
| 1990 | Pat Murphy          | Points of Departure        | –                             |

(*) Gemeinsame Preisträger

### 1991–2000
| Jahr | Autor / Autorin        | englischer Titel              | deutscher Titel                         |
| ---- | ---------------------- | ----------------------------- | --------------------------------------- |
| 1991 | Ian McDonald           | King of Morning, Queen of Day | König der Dämmerung, Königin des Lichts |
| 1992 | Richard Grant          | Through the Heart             | –                                       |
| 1993 | John M. Ford (*)       | Growing up Weightless         | –                                       |
| 1993 | Jack Womack (*)        | Elvissey                      | Elvissey                                |
| 1994 | Robert Charles Wilson  | Mysterium                     | –                                       |
| 1995 | Bruce Bethke           | Headcrash                     | –                                       |
| 1996 | Stephen Baxter         | The Time Ships                | Zeitschiffe                             |
| 1997 | Stepan Chapman         | The Troika                    | –                                       |
| 1998 | Geoff Ryman            | 253: The Print Remix          | 253 – Der U-Bahn-Roman                  |
| 1999 | Stephen Baxter         | Vacuum Diagrams               | Vakuumdiagramme                         |
| 2000 | Michael Marshall Smith | Only Forward                  | Stark, der Traumdetektiv                |

(*) Gemeinsame Preisträger

### 2001–2010
| Jahr | Autor / Autorin      | englischer Titel                         | deutscher Titel                         |
| ---- | -------------------- | ---------------------------------------- | --------------------------------------- |
| 2001 | Richard Paul Russo   | Ship of Fools                            | –                                       |
| 2002 | Carol Emshwiller     | The Mount                                | –                                       |
| 2003 | Richard Morgan       | Altered Carbon                           | Das Unsterblichkeitsprogramm            |
| 2004 | Gwyneth Jones        | Life                                     | –                                       |
| 2005 | M. M. Buckner        | War Surf                                 | –                                       |
| 2006 | Chris Moriarty       | Spin Control                             | Lichtjagd                               |
| 2007 | M. John Harrison     | Nova Swing                               | Nova                                    |
| 2008 | Adam-Troy Castro (*) | Emissaries From The Dead                 | Halbgeist                               |
| 2008 | David Walton (*)     | Terminal Mind                            | –                                       |
| 2009 | C. L. Anderson       | Bitter Angels                            | –                                       |
| 2010 | Mark Hodder          | The Strange Affair of Spring Heeled Jack | Der kuriose Fall des Spring Heeled Jack |

(*) Gemeinsame Preisträger

### 2011–2020
| Jahr | Autor / Autorin        | englischer Titel                              | deutscher Titel      |
| ---- | ---------------------- | --------------------------------------------- | -------------------- |
| 2011 | Simon Morden           | The Samuil Petrovich Trilogy                  | –                    |
| 2012 | Brian Francis Slattery | Lost Everything                               | –                    |
| 2013 | Ben H. Winters         | Countdown City                                | –                    |
| 2014 | Meg Elison             | The Book of the Unnamed Midwife               | –                    |
| 2015 | Ramez Naam             | Apex                                          | Apex                 |
| 2016 | Claudia Casper         | The Mercy Journals                            | –                    |
| 2017 | Carrie Vaughn          | Bannerless                                    | Die Banner von Haven |
| 2018 | Audrey Schulman        | Theory of Bastards                            | –                    |
| 2019 | Sarah Pinsker          | Sooner or Later Everything Falls Into the Sea | –                    |
| 2020 | Alison Stine           | Road Out of Winter                            | –                    |

### 2021–2023
| Jahr | Autor / Autorin / Hrsg. | englischer Titel    | deutscher Titel |
| ---- | ----------------------- | ------------------- | --------------- |
| 2021 | Kali Wallace            | Dead Space          | –               |
| 2022 | Kimberly Unger          | The Extractionist   | –               |
| 2023 | Bethany Jacobs          | These Burning Stars | –               |

## Besondere Erwähnung

### 1982–1990
| Jahr | Autor / Autorin      | englischer Titel          | deutscher Titel                     |
| ---- | -------------------- | ------------------------- | ----------------------------------- |
| 1982 | Ray Faraday Nelson   | The Prometheus Man        | –                                   |
| 1983 | R. A. MacAvoy        | Tea with the Black Dragon | Stelldichein beim schwarzen Drachen |
| 1984 | Kim Stanley Robinson | The Wild Shore            | Das wilde Ufer                      |
| 1985 | Richard Grant        | Saraband of Lost Time     | –                                   |
| 1986 | Jack McDevitt        | The Hercules Text         | Erstkontakt                         |
| 1987 | Mike McQuay          | Memories                  | –                                   |
| 1988 | –                    | –                         | –                                   |
| 1989 | Dave Wolverton       | On My Way to Paradise     | –                                   |
| 1990 | Raymond Harris       | The Schizogenic Man       | –                                   |

### 1991–2000
| Jahr | Autor / Autorin     | englischer Titel           | deutscher Titel |
| ---- | ------------------- | -------------------------- | --------------- |
| 1991 | Emma Bull           | Bone Dance                 | –               |
| 1992 | Élisabeth Vonarburg | In the Mothers’ Land       | –               |
| 1993 | –                   | –                          | –               |
| 1994 | Jack Cady           | Inagehi                    | –               |
| 1995 | Richard Paul Russo  | Carlucci’s Edge            | –               |
| 1996 | Michael Bishop      | At the City Limits of Fate | –               |
| 1997 | William Barton      | Acts of Conscience         | –               |
| 1998 | Paul Di Filippo     | Lost Pages                 | –               |
| 1999 | Jamil Nasir         | Tower of Dreams            | –               |
| 2000 | Scott Westerfeld    | Evolution’s Darling        | –               |

### 2001–2010
| Jahr | Autor / Autorin | englischer Titel                | deutscher Titel             |
| ---- | --------------- | ------------------------------- | --------------------------- |
| 2001 | Ken Wharton     | Divine Intervention             | –                           |
| 2002 | China Miéville  | The Scar                        | Die Narbe und Leviathan (*) |
| 2003 | Jane Jensen     | Dante’s Equation                | –                           |
| 2004 | Lyda Morehouse  | Apocalypse Array                | –                           |
| 2005 | Justina Robson  | Natural History                 | Die Verschmelzung           |
| 2006 | Elizabeth Bear  | Carnival                        | –                           |
| 2007 | Minister Faust  | From the notebooks of Dr. Brain | –                           |
| 2008 | –               | –                               | –                           |
| 2009 | Ian McDonald    | Cyberabad Days                  | –                           |
| 2010 | Project Itoh    | Harmony                         | –                           |

(*) Der Roman wurde in der deutschen Ausgabe in zwei Bänden veröffentlicht.

### 2011–2020
| Jahr | Autor / Autorin         | englischer Titel      | deutscher Titel                                  |
| ---- | ----------------------- | --------------------- | ------------------------------------------------ |
| 2011 | Robert Jackson Bennett  | The Company Man       | –                                                |
| 2012 | Andri Snær Magnason     | LoveStar              | LoveStar                                         |
| 2013 | Toh EnJoe               | Self-Reference Engine | –                                                |
| 2014 | Jennifer Marie Brissett | Elysium               | –                                                |
| 2015 | Marguerite Reed         | Archangel             | –                                                |
| 2016 | Susan diRende           | Unpronounceable       | –                                                |
| 2017 | Deji Bryce Olukotun     | After the Flare       | –                                                |
| 2018 | Claire North            | 84K                   | –                                                |
| 2019 | Sarah Tolmie            | The Little Animals    | –                                                |
| 2020 | M. R. Carey             | The Book of Koli      | Die Legende von Koli – Buch 1: In die Verbannung |

### 2021–2023
| Jahr | Autor / Autorin | englischer Titel                | deutscher Titel |
| ---- | --------------- | ------------------------------- | --------------- |
| 2021 | Lavie Tidhar    | The Escapement                  | –               |
| 2022 | Tade Thompson   | The Legacy of Molly Southbourne | –               |
| 2023 | Rebekah Bergman | The Museum of Human History     | –               |

## Weitere Nominierte

### 1982–1990
| Jahr | Autor / Autorin          | englischer Titel                               | deutscher Titel                            |
| ---- | ------------------------ | ---------------------------------------------- | ------------------------------------------ |
| 1982 | R. A. Lafferty           | Aurelia                                        | –                                          |
| 1982 | John Sladek              | Roderick                                       | Roderick oder Die Erziehung einer Maschine |
| 1982 | Steve Rasnic Tem (Hrsg.) | The Umbral Anthology of Science Fiction Poetry | –                                          |
| 1982 | J. M. Coetzee            | Waiting for the Barbarians                     | Warten auf die Barbaren                    |
| 1983 | Zoe Fairbairns           | Benefits                                       | Der Frauenturm                             |
| 1983 | M. John Harrison         | The Floating Gods                              | Die Götter der Pastell Stadt               |
| 1983 | John Varley              | Millennium                                     | Millennium: eine Jahrtausendliebe          |
| 1983 | Barrington J. Bayley     | The Zen Gun                                    | –                                          |
| 1984 | Geary Gravel             | The Alchemists                                 | –                                          |
| 1984 | David R. Palmer          | Emergence                                      | –                                          |
| 1984 | Lewis Shiner             | Frontera                                       | Frontera                                   |
| 1984 | Lucius Shepard           | Green Eyes                                     | Grüne Augen                                |
| 1984 | Howard Waldrop           | Them Bones                                     | Ihre Gebeine                               |
| 1984 | C. J. Cherryh            | Voyager in Night                               | –                                          |
| 1985 | Michael P. Kube-McDowell | Emprise                                        | Trigon 1: Das Wagnis                       |
| 1985 | Walter Jon Williams      | Knight Moves                                   | –                                          |
| 1985 | Barry N. Malzberg        | The Remaking of Sigmund Freud                  | –                                          |
| 1985 | Scott Sanders            | Terrarium                                      | Terrarium                                  |
| 1985 | Russell Griffin          | The Timeservers                                | –                                          |
| 1986 | Karen Joy Fowler         | Artificial Things                              | Künstliche Dinge                           |
| 1986 | Robert Charles Wilson    | A Hidden Place                                 | –                                          |
| 1987 | K. W. Jeter              | Dark Seeker                                    | –                                          |
| 1987 | Richard Bowker           | Dover Beach                                    | –                                          |
| 1987 | Lucius Shepard           | Life During Wartime                            | Das Leben im Krieg                         |
| 1987 | Pat Cadigan              | Mindplayers                                    | Bewußtseinsspiele                          |
| 1988 | Rebecca Ore              | Becoming Alien                                 | –                                          |
| 1988 | Marc Laidlaw             | Neon Lotus                                     | Neon Lotus                                 |
| 1988 | Roger MacBride Allen     | Orphan of Creation                             | Die Waisen der Schöpfung                   |
| 1988 | D. Alexander Smith       | Rendezvous                                     | –                                          |
| 1989 | Rebecca Ore              | Being Alien                                    | –                                          |
| 1989 | James Luceno             | A Fearful Symmetry                             | –                                          |
| 1989 | Susan Shwartz            | Heritage of Flight                             | –                                          |
| 1989 | Barry B. Longyear        | Infinity Hold                                  | –                                          |
| 1990 | Allen Steele             | Clarke County, Space                           | Die letzten Tage von Clark County          |
| 1990 | Gregory Feeley           | The Oxygen Barons                              | –                                          |
| 1990 | Elizabeth Hand           | Winterlong                                     | –                                          |

### 1991–2000
| Jahr | Autor / Autorin       | englischer Titel               | deutscher Titel                       |
| ---- | --------------------- | ------------------------------ | ------------------------------------- |
| 1991 | Robert Charles Wilson | Bridge of Years                | Bis ans Ende aller Zeit               |
| 1991 | Kathe Koja            | The Cipher                     | Schwarzer Abgrund                     |
| 1991 | Douglas Bell          | Mojo and the Pickle Jar        | –                                     |
| 1992 | Elizabeth Hand        | Æstival Tide                   | –                                     |
| 1992 | R. A. Lafferty        | Iron Tears                     | –                                     |
| 1992 | Colin Greenland       | Take Back Plenty               | Begegnungen auf dem Möbiusband        |
| 1993 | David R. Bunch        | Bunch!                         | –                                     |
| 1993 | Wilhelmina Baird      | CrashCourse                    | –                                     |
| 1993 | Elizabeth Hand        | Icarus Descending              | –                                     |
| 1994 | Alexander Besher      | RIM: A Novelof Virtual Reality | –                                     |
| 1994 | Ian McDonald          | Scissors Cut Paper Wrap Stone  | Schere schneidet Papier wickelt Stein |
| 1994 | Lisa Mason            | Summer of Love                 | –                                     |
| 1994 | Lance Olsen           | Tonguing the Zeitgeist         | –                                     |
| 1995 | Amy Thomson           | The Color of Distance          | –                                     |
| 1995 | Greg Egan             | Permutation City               | Cyber-City                            |
| 1995 | Élisabeth Vonarburg   | Reluctant Voyagers             | –                                     |
| 1995 | Shale Aaron           | Virtual Death                  | –                                     |
| 1996 | Sarah Zettel          | Reclamation                    | –                                     |
| 1996 | George Foy            | The Shift                      | –                                     |
| 1996 | William Barton        | The Transmigration of Souls    | –                                     |
| 1997 | Richard Paul Russo    | Carlucci’s Heart               | –                                     |
| 1997 | Susan R. Matthews     | An Exchange of Hostages        | –                                     |
| 1997 | Catherine Wells       | Mother Grimm                   | –                                     |
| 1997 | Denise Vitola         | Opalite Moon                   | –                                     |
| 1998 | Nalo Hopkinson        | Brown Girl in the Ring         | –                                     |
| 1998 | Paul J. McAuley       | The Invisible Country          | –                                     |
| 1998 | Steve Aylett          | Slaughtermatic                 | –                                     |
| 1999 | Kristine Smith        | Code of Conduct                | –                                     |
| 1999 | Constance Ash         | Not of Woman Born              | –                                     |
| 1999 | Tony Anzetti          | Typhon’s Children              | –                                     |
| 1999 | William Barton        | When We Were Real              | –                                     |
| 2000 | Janine Ellen Young    | The Bridge                     | –                                     |
| 2000 | Maggie Thomas         | Broken Time                    | –                                     |
| 2000 | Stephen L. Burns      | Call From a Distant Shore      | –                                     |
| 2000 | Nalo Hopkinson        | Midnight Robber                | –                                     |

### 2001–2010
| Jahr | Autor / Autorin                             | englischer Titel                               | deutscher Titel |
| ---- | ------------------------------------------- | ---------------------------------------------- | --------------- |
| 2001 | Mark W. Tiedemann                           | Compass Reach                                  | –               |
| 2001 | Liz Williams                                | The Ghost Sister                               | –               |
| 2001 | Julie E. Czerneda                           | In the Company of Others                       | –               |
| 2001 | Ray Vukcevich                               | Meet Me in the Moon Room                       | –               |
| 2002 | Liz Williams                                | Empire of Bones                                | –               |
| 2002 | Jeff VanderMeer und Forrest Aguirre (Hrsg.) | Leviathan Three                                | –               |
| 2002 | Kay Kenyon                                  | Maximum Ice                                    | –               |
| 2002 | Carol Emshwiller                            | Report to the Men’s Club and Other Stories     | –               |
| 2002 | Karin Lowachee                              | Warchild                                       | –               |
| 2003 | Mark Budz                                   | Clade                                          | –               |
| 2003 | M. M. Buckner                               | Hyperthought                                   | –               |
| 2003 | Chris Moriarty                              | Spin State                                     | Lichtspur       |
| 2003 | Ann Tonsor Zeddies                          | Steel Helix                                    | –               |
| 2004 | Geoff Ryman                                 | Air                                            | –               |
| 2004 | Liz Williams                                | Banner of Souls                                | –               |
| 2004 | Karen Traviss                               | City of Pearl                                  | –               |
| 2004 | Minister Faust                              | The Coyote Kings of the Space-Age Bachelor Pad | –               |
| 2004 | Eileen Gunn                                 | Stable Strategies and Others                   | –               |
| 2005 | Karin Lowachee                              | Cagebird                                       | –               |
| 2005 | Neal Asher                                  | Cowl                                           | Die Zeitbestie  |
| 2005 | Justina Robson                              | Silver Screen                                  | Transformation  |
| 2005 | Wil McCarthy                                | To Crush the Moon                              | –               |
| 2006 | Andrea Hairston                             | Mindscape                                      | –               |
| 2006 | Nina Kiriki Hoffman                         | Catalyst                                       | –               |
| 2006 | Tony Ballantyne                             | Recursion                                      | –               |
| 2006 | Mark Budz                                   | Idolon                                         | –               |
| 2006 | Justina Robson                              | Living Next Door to the God of Love            | –               |
| 2007 | Jon Armstrong                               | Grey                                           | –               |
| 2007 | Elizabeth Bear                              | Undertow                                       | –               |
| 2007 | Adam Roberts                                | Gradisil                                       | –               |
| 2007 | Karen Traviss                               | Ally                                           | –               |
| 2007 | Sean Williams                               | Saturn Returns                                 | –               |
| 2008 | Lou Anders                                  | Fast Forward 2                                 | –               |
| 2008 | Karen Traviss                               | Judge                                          | –               |
| 2008 | Jeff Carlson                                | Plague War                                     | Plasma          |
| 2008 | K. A. Bedford                               | Time Machines Repaired While-U-Wait            | –               |
| 2009 | Carlos J. Cortes                            | The Prisoner                                   | –               |
| 2009 | Eric Garcia                                 | The Repossession Mambo                         | –               |
| 2009 | Daryl Gregory                               | The Devil’s Alphabet                           | –               |
| 2009 | Rebecca Ore                                 | Centuries Ago and Very Fast                    | –               |
| 2009 | S. Andrew Swann                             | Prophets                                       | –               |
| 2010 | Jon Armstrong                               | Yarn                                           | –               |
| 2010 | Elizabeth Bear                              | Chill                                          | –               |
| 2010 | Alden Bell                                  | The Reapers Are the Angels                     | Nach dem Ende   |
| 2010 | Sara Creasy                                 | Song of Scarabaeus                             | –               |
| 2010 | James Knapp                                 | State of Decay                                 | –               |

### 2011–2020
| Jahr | Autor / Autorin / Hrsg. | englischer Titel                                          | deutscher Titel             |
| ---- | ----------------------- | --------------------------------------------------------- | --------------------------- |
| 2011 | Jean Johnson            | A Soldier’s Duty                                          | –                           |
| 2011 | Maureen F. McHugh       | After the Apocalypse                                      | –                           |
| 2011 | Mira Grant              | Deadline                                                  | Deadline: Tödliche Wahrheit |
| 2011 | Matthew Hughes          | The Other                                                 | –                           |
| 2011 | Drew Magary             | The Postmortal                                            | –                           |
| 2012 | Ryan Boudinot           | Blueprints of the Afterlife                               | –                           |
| 2012 | Keith Brooke            | Harmony                                                   | –                           |
| 2012 | Eric Brown              | Helix Wars                                                | –                           |
| 2012 | Moira Crone             | the not yet                                               | –                           |
| 2012 | Nancy Kress             | Fountain of Age: Stories                                  | –                           |
| 2013 | Anne Charnock           | A Calculated Life                                         | –                           |
| 2013 | Cassandra Rose Clarke   | The Mad Scientist’s Daughter                              | –                           |
| 2013 | Ann Leckie              | Ancillary Justice                                         | Die Maschinen               |
| 2013 | Jack Skillingstead      | Life on the Preservation                                  | –                           |
| 2013 | Ian Whates              | Solaris Rising 2: The New Solaris Book of Science Fiction | –                           |
| 2014 | Rod Duncan              | The Bullet-Catcher’s Daughter                             | –                           |
| 2014 | Emmi Itäranta           | Memory of Water                                           | Der Geschmack von Wasser    |
| 2014 | Cherie Priest           | Maplecroft: The Borden Dispatches                         | –                           |
| 2014 | Jonathan Strahan        | Reach for Infinity                                        | –                           |
| 2015 | Brenda Cooper           | Edge of Dark                                              | –                           |
| 2015 | Douglas Lain            | After the Saucers Landed                                  | –                           |
| 2015 | PJ Manney               | (R)evolution                                              | –                           |
| 2015 | Adam Rakunas            | Windswept                                                 | –                           |
| 2016 | Kristy Acevedo          | Consider                                                  | –                           |
| 2016 | Eleanor Arnason         | Hwarhath Stories: Transgressive Tales By Aliens           | –                           |
| 2016 | Matt Hill               | Graft                                                     | –                           |
| 2016 | Yoss                    | Super Extra Grande                                        | –                           |
| 2017 | Meg Elison              | The Book of Etta                                          | –                           |
| 2017 | Mur Lafferty            | Six Wakes                                                 | –                           |
| 2017 | Tim Pratt               | The Wrong Stars                                           | –                           |
| 2017 | Alastair Reynolds       | Revenger                                                  | Rache                       |
| 2017 | Martha Wells            | All Systems Red                                           | –                           |
| 2018 | Ian McDonald            | Time Was                                                  | –                           |
| 2018 | Jeff Noon               | The Body Library                                          | –                           |
| 2018 | Abbey Mei Otis          | Alien Virus Love Disaster: Stories                        | –                           |
| 2018 | Vandana Singh           | Ambiguity Machines and Other Stories                      | –                           |
| 2019 | Ada Hoffmann            | The Outside                                               | –                           |
| 2019 | Megan E. O’Keefe        | Velocity Weapon                                           | –                           |
| 2019 | Susan Palwick           | All Worlds are real: Short Fictions                       | –                           |
| 2019 | Tade Thompson           | The Rosewater Redemption                                  | –                           |
| 2020 | Christopher Brown       | Failed State                                              | –                           |
| 2020 | Elwin Cotman            | Dance on Saturday                                         | –                           |
| 2020 | Alastair Reynolds       | Bone Silence                                              | –                           |
| 2020 | Adrian Tchaikovsky      | The Doors of Eden                                         | Portal der Welten           |

### 2021–2023
| Jahr | Autor / Autorin / Hrsg. | englischer Titel             | deutscher Titel            |
| ---- | ----------------------- | ---------------------------- | -------------------------- |
| 2021 | Nino Cipri              | Defekt                       | –                          |
| 2021 | Jason Sanford           | Plague Birds                 | –                          |
| 2021 | Giacomo Sartori         | Bug                          | –                          |
| 2021 | Tade Thompson           | Far from the Light of Heaven | Fern vom Licht des Himmels |
| 2022 | Rebecca Campbell        | Arboreality                  | –                          |
| 2022 | C. J. Carey             | Widowland                    | –                          |
| 2022 | Rich Larson             | Ymir                         | –                          |
| 2022 | Rachel Swirsky          | January Fifteenth            | –                          |
| 2023 | Eugen Bacon             | Danged Black Thing           | –                          |
| 2023 | M. R. Carey             | Infinity Gate                | –                          |
| 2023 | S. L. Coney             | Wild Spaces                  | –                          |
| 2023 | Dilman Dila             | Where Rivers Go To Die       | –                          |